# Xenija Alexandrowna Erdeli
Xenija Alexandrowna Erdeli (russisch Ксения Александровна Эрдели; * 24. Februarjul. / 8. März 1878greg. im Dorf Miroljubowka bei  Jelisawetgrad; † 27. Mai 1971 in Moskau) war eine russische bzw. sowjetische Harfenistin und Hochschullehrerin.

## Leben
Die altadlige Erdeli-Familie, die sich auf einen in der Mitte des 18. Jahrhunderts aus Erdély nach Russland gekommenen Ungarn zurückführte, besaß große Ländereien  im Gouvernement Cherson im sogenannten Neuserbien.
Erdeli absolvierte in St. Petersburg das Smolny-Institut für adlige Mädchen mit Abschluss 1895, in dem sie neben den allgemeinbildenden Fächern Gesang, Klavierspiel und Chorleitung lernte. Daneben bildete sie sich 1891–1899 bei Jekaterina Walter-Kühne an der Harfe aus.
Von  1895 bis 1899 war Erdeli Harfenistin  des Orchesters der Italienischen Oper. Danach war sie Solistin des Orchesters des Bolschoi-Theaters bis 1907, als sie den Offizier der Kaiserlich russischen Armee Nikolai Nikolajewitsch von Engelhardt heiratete. Auch spielte sie in Orchestern der Kaiserlichen Musik-Gesellschaft und der Moskauer Philharmonischen Gesellschaft. Dazu  trat sie in Konzerten als Solistin auf. Sie nahm 1908 an einem Konzert unter der Leitung Alexander Silotis teil.
Nach der Oktoberrevolution war Erdeli 1918–1938 wieder Solistin des Orchesters des Bolschoi-Theaters. Auch spelte sie im Persimfans (1925–1932) und im Staatlichen Sinfonieorchester der UdSSR (1936–1938).
Erdeli spielte in den Uraufführungen der ihr gewidmeten Konzerte für Harfe und Orchester von Nikolai Gawrilowitsch Parfjonow (1932), Reinhold Glière (1938), Wladimir Zybin (1940), Sergei Wassilenko (1949) und Anatolij Kos-Anatolskyj (1954) sowie der Stücke für Harfe von César Cui, Alexander Gretschaninow, Michail Ippolitow-Iwanow, Sergei Prokofjew, Lew Knipper, Marian Kowal u. a. In Russland spielte sie erstmals Maurice Ravels Introduktion und Allegro (1909) und Charles-Marie Widors Choral mit Variationen für Harfe und Orchester (1913). In den Konzertprogrammen nahmen ihre Tschaikowski-Bearbeitungen einen besonderen Platz ein. Sie begleitete die Sängerinnen und Sänger Wera Petrowa-Swanzewa, Jewgenija Sbrujewa, Nadeschda Salina, Xenija Derschinskaja, Nadeschda Obuchowa, Walerija Barsowa, Jelena Katulskaja, Natalja Spiller, Iwan Koslowski, Mark Reisen, Grigori Pirogow und Panteleimon Norzow. Sie organisierte Harfen-Ensembles mit bis zu 20 Spielerinnen und gründete das weltweit einzige professionelle Harfen-Quartett
Neben dem Harfenspiel lehrte Erdeli  an der Musik-Theater-Schule der Moskauer Philharmonischen Gesellschaft (1900–1906), am Moskauer Katharina-Institut für adlige und reiche Mädchen (1904–1907), am Smolny-Institut (1908–1913) und am Sankt Petersburger Konservatorium (1913–1917). Im Moskauer Konservatorium führte sie die Harfenklasse 1905–1907 und ab 1918 mit Ernennung zur Professorin 1939. Am Gnessin-Institut Moskau lehrte sie 1944–1954. Zu ihren Schülerinnen gehörten Wera Dulowa und ihre Nichte 2. Grades Olga Erdeli. Erdelis Memoiren erschienen 1967.
Erdeli starb am 27. Mai 1971 in Moskau und wurde auf dem Nowodewitschi-Friedhof begraben.

## Ehrungen, Preise
- Verdiente Künstlerin der RSFSR (1928)[3]
- Ehrenzeichen der Sowjetunion (1937, 1949)[8]
- Orden des Roten Banners der Arbeit (1946 anlässlich des 80-jährigen Bestehens des Moskauere Konservatoriums)
- Volkskünstlerin der RSFSR (1956)[3]
- Volkskünstlerin der UdSSR (1966)[3]